# ジョン・P・ハモンド
ジョン・P・ハモンド（John P. Hammond、1942年11月13日 - ）は、アメリカ合衆国のブルース歌手、ギタリスト。レコード・プロデューサーのジョン・ハモンドの息子であり、ジョン・ハモンド・ジュニアと表記されることもある。

## 生い立ち
1942年11月13日、ニューヨークにてレコード・プロデューサーでタレント・スカウトのジョン・ハモンドと最初の妻で女優のジェミソン・マクブライドのもとに生まれた。高名なヴァンダービルト家の祖であるコーネリアス・ヴァンダービルトの子孫。実の弟ジェイソンの他、父とエスマ・オブライエン・サーノフとの再婚により義理の妹（エスマ・）ロシータ・サーノフがいる。彼のミドル・ネームであるポールは彼の父の友人で俳優のポール・ロブスンに敬意を表して名付けられた。若い頃の彼は母親により育てられ、父親とは年に数回会うのみであった。
高校生の頃にギターを演奏し始め、とりわけジミー・リードのアルバム『Jimmy Reed at Carnegie Hall』に影響を受けた。アンティオーク・カレッジ（Antioch College）に進学したが、音楽の道に進むため1年で中退。1960年代中期までに全米を公演してまわり、グリニッジ・ヴィレッジに住むようになった。ニューヨークでジミ・ヘンドリックス、エリック・クラプトン、ザ・ホークス（後にザ・バンドで知られる）、ドクター・ジョン、デュアン・オールマンなど多くのエレクトリック・ブルース・ミュージシャンと共にレコーディングを行ない、友情を育んだ。

## 経歴
彼は通常アコースティック・ギター、特にナショナル・ギター社製を愛用し、バレルハウス・スタイルの歌唱法を採っている。1962年、ヴァンガード・レコードでデビューしてから現在まで34枚のアルバムを発表。1990年代ポイントブランク・レコードでレコーディングするようになった。グラミー賞に4度ノミネートされ、1度受賞している。1970年のダスティン・ホフマン主演の映画『小さな巨人』の音楽を担当している。
批評家からの称賛を得ながらも、商業的には大きな成功はしていない。にもかかわらず、根強いファンに支えられ、ジョン・リー・フッカー、ルーズヴェルト・サイクス、デュアン・オールマン、ロビー・ロバートソン、チャーリー・マッスルホワイトなど彼の音楽に参加したミュージシャンからの尊敬を得ている。エリック・クラプトンとジミ・ヘンドリックスの両者が同時に1つのバンドに参加した唯一のミュージシャンであり、1960年代、ニューヨークのガスライト・カフェで5日間演奏した。しかし、彼らとレコーディングを行なわなかったことを彼は後悔している。少なくとも1人の起草者によりザ・バンドが広く認知されるのを助けるミュージシャンにふさわしいと提案。1965年、彼はザ・バンドの数名のメンバーとレコーディングを行ない、彼らにボブ・ディランを推薦し、ザ・バンドは有名となり世界ツアー公演を行なった。1973年には、当時所属していたコロムビア・レコードの案により、ドクター・ジョン及びマイク・ブルームフィールドとのコラボレーション・アルバム『三頭政治』を発表したが、このトリオは短命に終わった。
1990年代初頭、伝説的ブルース歌手のロバート・ジョンソンについての1991年のイギリスのドキュメンタリー番組『The Search for Robert Johnson』の司会を担当した。
シンガーソングライターのトム・ウェイツとは長年にわたる友人であり、時々ウェイツの曲を演奏する。2001年、伝統的なスピリチュアル・ソング「I know I've Been Changed」以外、全曲ウェイツの作曲によるアルバム『Wicked Grin』を発表。ウェイツはこのアルバムにプロデュース、ギター演奏、バック・コーラスでも参加している。
2002年、ロス・ロボスのデイヴィッド・イダルゴのプロデュースによる『Ready for Love』を発表。このアルバムにはミック・ジャガーとキース・リチャーズ作曲の「The Spider and the Fly」のカバーも収録されている。
2009年、アルバム『Rough and Tough』が発表された。このアルバムは2010年のグラミー賞最優秀トラディショナル・ブルース・アルバム賞にノミネートされた。
2011年、ブルース・ファウンデーションによるブルースの殿堂入りを果たした。

## プライベート
1967年10月21日、ジョン・バーク・マクデヴィットの娘デイナ・マクデヴィットと結婚したが、後に離婚。
1981年、ハモンドは2番目の妻、ペギー・スポエリーと結婚。後に離婚した。2003年に3番目の妻、マーラを迎えている。

## ディスコグラフィ

### スタジオ・アルバム
- John Hammond (1963年、Vanguard)
- 『ビッグ・シティ・ブルース』 - Big City Blues (1964年、Vanguard)
- 『カントリー・ブルース』 - Country Blues (1965年、Vanguard)
- 『ソー・メニー・ローズ』 - So Many Roads (1965年、Vanguard)
- 『ミラーズ』 - Mirrors (1967年、Vanguard)
- I Can Tell (1967年、Atlantic)
- Sooner or Later (1968年、Atlantic)
- 『サザン・フライド』 - Southern Fried (1969年、Atlantic)
- 『ホワイト・ブルーズの源』 - Source Point (1971年、Columbia)
- Little Big Man / Original Soundtrack (1971年、Columbia)
- I'm Satisfied (1972年、Columbia)
- 『三頭政治』 - Triumvirate (1973年、Columbia) ※with マイク・ブルームフィールド、ドクター・ジョン
- Can't Beat the Kid (1975年、Capricorn)
- Footwork (1978年、Vanguard)
- Hot Tracks (1979年、Vanguard) ※with ナイトホークス
- 『ベスト・オブ・ジョン・ハモンド』 - Mileage (1980年、Rounder)
- Frogs for Snakes (1982年、Rounder)
- John Hammond Live (1983年、Rounder)
- 『ノーバディー・バット・ユー』 - Nobody but You (1988年、Flying Fish)
- 『ゴット・ラヴ』 - Got Love if You Want It (1992年、Point Blank/Virgin)
- Trouble No More (1994年、Point Blank/Virgin)
- Found True Love (1996年、Point Blank/Virgin)
- 『ロング・アズ・アイ・ハヴ・ユー』 - Long As I Have You (1998年、Point Blank/Virgin)
- Wicked Grin (2001年、Point Blank/Virgin)
- Ready for Love (2003年、Back Porch/Narada)
- In Your Arms Again (2005年、Back Porch/Narada)
- Push Comes to Shove (2007年、Back Porch/Narada)
- Rough & Tough (2009年、Chesky)

### ライブ・アルバム
- John Hammond: Solo (1976年、Vanguard)
- 『ライヴ』 - Live (2000年、Acrobat Music) ※1966年録音
- Live in Greece (2006年、Dynamic/MSI) ※1983年録音
- Timeless (2014年、Palmetto)

### コンピレーション・アルバム
- 『ベスト・オブ・ジョン・ハモンド』 - The Best of John Hammond (1970年、Vanguard)
- Spoonful (1984年、Edsel)
- You Can't Judge a Book by the Cover (1993年、Vanguard)
- The Best of the Vanguard Years (2000年、Vanguard)
- At the Crossroads: The Blues of Robert Johnson (2003年、Vanguard)